# 建昌城
建昌城（けんしょうじょう/たてまさじょう）は、鹿児島県姶良市にあった日本の城。瓜生野城（うりうのじょう）とも呼ばれる。鹿児島県指定史跡。

## 地形
姶良町西餅田の高さ約100メートルほどの山上に、周囲約2キロメートルに渡って城が築かれていた。城のある山は、西側から標高100メートルほどの台地が姶良町中部に伸びているもので、建昌城の所在地のあたりが東端にあたる。このことから、城の西側への防御として空堀を切ってあった。
城の北西側、同じ台地の上に1357年（南朝:正平12年、北朝:延文2年）に畠山氏によって建てられた荻峰城が室町時代頃まで存在していた。台地の南側は九州自動車道が通っており、城は桜島サービスエリアの直上に位置している。

## 歴史
遺跡の発掘調査の結果から、建昌城の位置には縄文時代から人が住んでいたことが分かっている。約13,000年前から居住が始まり、姶良町内で最も古い人の居住痕跡となっている。集落はムラと呼べる規模まで拡大していたが、米丸の噴火活動により居住不適となったとされる。
享徳年間（1452年-1454年）に島津氏第9代島津忠国の弟、島津季久が、平山城の平山氏第9代平山武豊を討って帖佐郷を領有した。その後、別府川対岸に瓜生野城を築いて居城とした。
1486年（文明18年）にその長男島津忠廉が飫肥城に移るまで、この城は豊州島津氏の居城であった。飫肥城への移転後、一旦は廃城となったと考えられている。その後、岩剣城の戦いの期間などは空城となったままであった。
建昌城の名前は、島津義弘の時代に明の頴川三官が、中国の建昌城に似ていると言ったことから付いている。「けんしょうじょう」とも「たてまさじょう」とも読まれている。関ヶ原の戦いに敗れた後、徳川氏に対抗するために一時建昌城の防備が強化されるという時期もあった。
江戸時代には、鹿児島城に代わり薩摩藩の本城にする計画があり、島津家久は1615年（元和元年）に幕府に許可を求めたが、実現しなかった。その後、1633年（嘉永10年）の幕府巡検使に対して応対の薩摩藩の人間が建昌城について、名城ではあるが水に乏しいことが欠点であると指摘している。
昭和40年代に城郭跡の西側に育雛場が建設されたことから、この範囲では城跡が破壊されている。1972年（昭和47年）10月には、九州自動車道建設工事に土砂を利用するためにこの山の上部を切り崩す計画が持ち上がったが、県文化財保護審議会の示唆と姶良町当局の決断により計画は中止された。これにより東側では、郭や堀の痕跡が残されている。